# Liste der denkmalgeschützten Objekte in Poysdorf
Die Liste der denkmalgeschützten Objekte in Poysdorf enthält die 70 denkmalgeschützten unbeweglichen Objekte der niederösterreichischen Stadtgemeinde Poysdorf im Bezirk Mistelbach.

## Denkmäler
| Foto |                 | Denkmal | Standort                                                      | Beschreibung | Metadaten |
| ---- | --------------- | --- | ------------------------------------------------------------- | --- | --- |
| ja   | Datei hochladen | Lourdesgrotte HERIS-ID: 84905 Objekt-ID: 99067                                                                                               | am Ende des Grottewegs Standort KG: Altruppersdorf            | Die Einweihung der Lourdesgrotte erfolgte 1908. | BDA-Hist.: Q38184233 Status: § 2a Stand der BDA-Liste: 2025-06-30 Name: Lourdesgrotte GstNr.: 1461/1 Lourdesgrotte, Altruppersdorf |
| ja   | Datei hochladen | Kath. Pfarrkirche hl. Sebastian mit ehem. Friedhof HERIS-ID: 26821 Objekt-ID: 23321                                                          | Kirchenweg 14 Standort KG: Altruppersdorf                     | Die frühbarocke Saalkirche wurde 1674 unter Einbeziehung eines vermutlich gotischen Vorgängerbaus errichtet. Am ehemaligen Friedhof befindet sich ein barockes Grabkreuz aus dem 18. Jahrhundert. | BDA-Hist.: Q1725242 Status: § 2a Stand der BDA-Liste: 2025-06-30 Name: Kath. Pfarrkirche hl. Sebastian mit ehem. Friedhof GstNr.: 1 Pfarrkirche Altruppersdorf (Poysdorf) |
| ja   | Datei hochladen | Bildstock HERIS-ID: 84908 Objekt-ID: 99070                                                                                                   | bei Neudorfer Straße 1 Standort KG: Altruppersdorf            | Dieser als Mariazeller Wallfahrer-Marterl bekannte Bildstock wurde 1911 errichtet und 2007 renoviert. In der Nische des Tabernakelaufsatzes befindet sich eine Statue vom Typ „Maria mit Kind“, an seiner Spitze ein Doppelbalkenkreuz. | BDA-Hist.: Q38184242 Status: § 2a Stand der BDA-Liste: 2025-06-30 Name: Bildstock GstNr.: 2298/5 Wayside Shrine (Altruppersdorf) |
| ja   | Datei hochladen | Flur-/Wegkapelle HERIS-ID: 84904 Objekt-ID: 99066                                                                                            | gegenüber Untere Hauptstraße 2b Standort KG: Altruppersdorf   | Die neobarocke, von Juliana Bauernfeind gestiftete Kapelle wurde 1908 erbaut. | BDA-Hist.: Q38184223 Status: § 2a Stand der BDA-Liste: 2025-06-30 Name: Flur-/Wegkapelle GstNr.: 2450 |
| ja   | Datei hochladen | Pfarrhof HERIS-ID: 33834 Objekt-ID: 31578 | Europastraße 21 Standort KG: Erdberg                          | Der zweigeschoßige Pfarrhof mit Walmdach, schlichter Fassade mit Gesimsband, Ecklisenen und südlich angebautem Speicher stammt aus dem 18. Jahrhundert. | BDA-Hist.: Q37954477 Status: § 2a Stand der BDA-Liste: 2025-06-30 Name: Pfarrhof GstNr.: .136 |
| ja   | Datei hochladen | Kath. Pfarrkirche hll. Petrus und Paulus HERIS-ID: 26817 Objekt-ID: 23316                                                                    | Europastraße 30 Standort KG: Erdberg                          | Die frühklassizistische Saalkirche wurde 1787 erbaut. Die vermutlich 1933 entstandenen Fresken im Gewölbe sind Werke des Malers Arthur Brusenbauch. | BDA-Hist.: Q998705 Status: § 2a Stand der BDA-Liste: 2025-06-30 Name: Kath. Pfarrkirche hll. Petrus und Paulus GstNr.: .146 Peter and Paul Church (Erdberg, Lower Austria) |
| ja   | Datei hochladen | Grabdenkmal/Epitaph HERIS-ID: 84912 Objekt-ID: 99074                                                                                         | Europastraße 19, in der Nähe Standort KG: Erdberg             | Das Grabmal in Form eines Obelisken erinnert an den ersten Pfarrer von Erdberg, den am 8. Juni 1733 verstorbenen Andreas Presiger. | BDA-Hist.: Q38184251 Status: § 2a Stand der BDA-Liste: 2025-06-30 Name: Grabdenkmal/Epitaph GstNr.: .210 Epitaph (Erdberg) |
| ja   | Datei hochladen | Wallfahrtskirche hl. Herz Mariens und ehem. Friedhof HERIS-ID: 26772 Objekt-ID: 23268                                                        | Fellheimstraße 22a Standort KG: Föllim                        | Am barocken Langhaus befindet sich der Turm aus dem Jahr 1709. Der Chor stammt aus dem 16. Jahrhundert. Die Ausstattung der Kirche ist hochbarock. Am Friedhof gibt es barocke Grabsteine und ein Friedhofskreuz aus dem Jahr 1748. | BDA-Hist.: Q1412812 Status: § 2a Stand der BDA-Liste: 2025-06-30 Name: Wallfahrtskirche hl. Herz Mariens und ehem. Friedhof GstNr.: 1 Wallfahrtskirche Föllim (Poysdorf) |
| ja   | Datei hochladen | Kath. Filialkirche hl. Johannes Nepomuk HERIS-ID: 26823 Objekt-ID: 23323                                                                     | Ketzelsdorf 139 Standort KG: Ketzelsdorf                      | Die Kirche wurde im letzten Viertel des 18. Jahrhunderts erbaut. Die Turmfassade stammt aus dem Jahr 1838. | BDA-Hist.: Q1412883 Status: § 2a Stand der BDA-Liste: 2025-06-30 Name: Kath. Filialkirche hl. Johannes Nepomuk GstNr.: 90 Filialkirche Ketzelsdorf |
| ja   | Datei hochladen | Ehem. Poststation, Gemeindegasthaus HERIS-ID: 84994 Objekt-ID: 99165                                                                         | Sommerzeile 1 Standort KG: Ketzelsdorf                        | Das heute als Gemeindegasthaus genutzte Gebäude diente von 1563 bis 1709 als Poststation. | BDA-Hist.: Q38184342 Status: § 2a Stand der BDA-Liste: 2025-06-30 Name: Ehem. Poststation, Gemeindegasthaus GstNr.: 124 |
| ja   | Datei hochladen | Figurenbildstock hl. Johannes Nepomuk HERIS-ID: 84993 Objekt-ID: 99164                                                                       | bei Sommerzeile 64 Standort KG: Ketzelsdorf                   | Die modern gefasste Statue des Johannes Nepomuk an der Brücke am westlichen Ortsrand wird auf das 19. Jahrhundert datiert. | BDA-Hist.: Q38184330 Status: § 2a Stand der BDA-Liste: 2025-06-30 Name: Figurenbildstock hl. Johannes Nepomuk GstNr.: 2318/29 |
| ja   | Datei hochladen | Bildstock HERIS-ID: 26825 Objekt-ID: 23325                                                                                                   | Fürstenstraße 6, in der Nähe Standort KG: Ketzelsdorf         | Der spätgotische Tabernakelbildstock an der östlichen Ortsausfahrt stammt vom Ende des 15. Jahrhunderts. Der abgefaste, vierseitige Pfeiler hat einen pyramidenbekrönten Nischenaufsatz mit verstäbter Rahmung um eine rechteckige Öffnung. In der Nische befinden sich zwei spätgotische Reliefs: Christus am Ölberg und Kreuzigung. | BDA-Hist.: Q37904651 Status: § 2a Stand der BDA-Liste: 2025-06-30 Name: Bildstock GstNr.: 2316/1 |
| ja   | Datei hochladen | Ehem. Milchgenossenschaftsgebäude, Museum der Ketzelsdorfer Milchkammer HERIS-ID: 84992 Objekt-ID: 99163                                     | Ketzelsdorf 139, gegenüber Standort KG: Ketzelsdorf           | Die alte Einrichtung der ehemaligen Milchkammer von Ketzelsdorf ist weitgehend erhalten. Im Jahr 2004 wurde in dem Gebäude ein Museum zum Thema Milchwirtschaft eingerichtet. | BDA-Hist.: Q38184319 Status: Bescheid Stand der BDA-Liste: 2025-06-30 Name: Ehem. Milchgenossenschaftsgebäude, Museum der Ketzelsdorfer Milchkammer GstNr.: 2316/32 |
| ja   | Datei hochladen | Figurenbildstock hl. Johannes Nepomuk HERIS-ID: 85004 Objekt-ID: 99177                                                                       | bei Landesstraße 1 Standort KG: Kleinhadersdorf               | Laut der Inschrift am Sockel wurde die Statue 1854 durch „Johann Schodl sen.“ errichtet. | BDA-Hist.: Q38184389 Status: § 2a Stand der BDA-Liste: 2025-06-30 Name: Figurenbildstock hl. Johannes Nepomuk GstNr.: 2756/50 |
| ja   | Datei hochladen | Kath. Pfarrkirche hl. Rochus HERIS-ID: 26818 Objekt-ID: 23318                                                                                | Pfarrgasse 1a Standort KG: Kleinhadersdorf                    | Die josephinische Kirche besitzt einen mittelalterlichen Kern. | BDA-Hist.: Q2082750 Status: § 2a Stand der BDA-Liste: 2025-06-30 Name: Kath. Pfarrkirche hl. Rochus GstNr.: 274 Kirche Kleinhadersdorf, Gemeinde Poysdorf |
| ja   | Datei hochladen | Pfarrhof HERIS-ID: 26819 Objekt-ID: 23319 | Pfarrgasse 7 Standort KG: Kleinhadersdorf                     | | BDA-Hist.: Q37904593 Status: § 2a Stand der BDA-Liste: 2025-06-30 Name: Pfarrhof GstNr.: 285 |
| ja   | Datei hochladen | Kriegerdenkmal HERIS-ID: 84999 Objekt-ID: 99170                                                                                              | Pfarrgasse 1a Standort KG: Kleinhadersdorf                    | Nördlich der Pfarrkirche befindet sich ein Denkmal für die in den beiden Weltkriegen gefallenen Bürger von Kleinhadersdorf. | BDA-Hist.: Q38184359 Status: § 2a Stand der BDA-Liste: 2025-06-30 Name: Kriegerdenkmal GstNr.: 274 |
| ja   | Datei hochladen | Florianikapelle HERIS-ID: 85001 Objekt-ID: 99173                                                                                             | Standort KG: Kleinhadersdorf                                  | Laut Inschrift wurde diese Kapelle 1850 erbaut. Der gerade geschlossene, schlichte Bau mit Dreiecksgiebel beherbergt eine Figur des Heiligen Florian. | BDA-Hist.: Q38184369 Status: § 2a Stand der BDA-Liste: 2025-06-30 Name: Florianikapelle GstNr.: 2764 |
| ja   | Datei hochladen | Wegkapelle hl. Maria HERIS-ID: 85002 Objekt-ID: 99174                                                                                        | Bundesstraße 123, gegenüber Standort KG: Kleinhadersdorf      | Die Kapelle mit Lisenengliederung und Dreieckgiebel wurde 1856 erbaut. | BDA-Hist.: Q38184379 Status: § 2a Stand der BDA-Liste: 2025-06-30 Name: Wegkapelle hl. Maria GstNr.: 2758 |
| ja   | Datei hochladen | Ehemalige Schule HERIS-ID: 85022 Objekt-ID: 99198                                                                                            | Kirchenstraße 36 Standort KG: Poysbrunn                       | Die ehemalige Volksschule von Poysbrunn wurde in einem Inventurprotokoll des Jahres 1662 erstmals urkundlich erwähnt. | BDA-Hist.: Q38184401 Status: § 2a Stand der BDA-Liste: 2025-06-30 Name: Schule GstNr.: 141/1 Schule Poysbrunn (Gemeinde Poysdorf) |
| ja   | Datei hochladen | Pfarrhof HERIS-ID: 34806 Objekt-ID: 33203 | Kirchenstraße 38 Standort KG: Poysbrunn                       | Der im 16. oder 17. Jahrhundert erbaute Pfarrhof wurde im 18. Jahrhundert verändert. | BDA-Hist.: Q2082484 Status: § 2a Stand der BDA-Liste: 2025-06-30 Name: Pfarrhof GstNr.: 144 Pfarrhof Poysbrunn (Gemeinde Poysdorf) |
| ja   | Datei hochladen | Kath. Pfarrkirche hl. Dorothea HERIS-ID: 26774 Objekt-ID: 23270                                                                              | Kirchenstraße 38a Standort KG: Poysbrunn                      | Die gotische, von 1359 bis 1361 erbaute Kirche wurde 1669 barockisiert. Sie besitzt eine barocke Einrichtung. | BDA-Hist.: Q2082892 Status: § 2a Stand der BDA-Liste: 2025-06-30 Name: Kath. Pfarrkirche hl. Dorothea GstNr.: 142/3, 142/1 Pfarrkirche hl. Dorothea, Poysbrunn |
| ja   | Datei hochladen | Schloss Poysbrunn HERIS-ID: 34807 Objekt-ID: 33204                                                                                           | Schlossstraße 31 Standort KG: Poysbrunn                       | Das Schloss wurde urkundlich erstmals 1360 erwähnt. Der Südtrakt stammt im Kern noch aus dem 14. Jahrhundert. Auch die Schlosskapelle wurde vermutlich Ende des 14. Jahrhunderts erbaut. | BDA-Hist.: Q2242965 Status: Bescheid Stand der BDA-Liste: 2025-06-30 Name: Schloss Poysbrunn GstNr.: 334/1 Schloss Poysbrunn |
| ja   | Datei hochladen | Knoll-Kapelle (Rochuskapelle) HERIS-ID: 26816 Objekt-ID: 23315                                                                               | Hauptstraße 80, südlich Standort KG: Poysbrunn                | Die Rochuskapelle, ein schlichter, rahmengegliederter Bau mit Dreieckgiebel im Osten des Ortes, ist mit 1903 bezeichnet. | BDA-Hist.: Q37904551 Status: § 2a Stand der BDA-Liste: 2025-06-30 Name: Knoll-Kapelle, (Rochuskapelle) GstNr.: 3260/3 Rochuskapelle Poysbrunn |
| ja   | Datei hochladen | Figurenbildstock Schmerzensmann HERIS-ID: 26776 Objekt-ID: 23273                                                                             | vor Kirchenstraße 38a Standort KG: Poysbrunn                  | Die Christusfigur stammt aus dem 18. Jahrhundert. | BDA-Hist.: Q37904127 Status: § 2a Stand der BDA-Liste: 2025-06-30 Name: Figurenbildstock Schmerzensmann GstNr.: 142/4 Figurenbildstock Schmerzensmann, Poysbrunn |
| ja   | Datei hochladen | Bildstock Türkenkreuz HERIS-ID: 85024 Objekt-ID: 99200                                                                                       | Standort KG: Poysbrunn                                        | Errichtet durch Ritter Andreas von Singermühl, der 1664 das Türkenkreuzes auf dem Triftberg gestiftet hatte. | BDA-Hist.: Q38184414 Status: § 2a Stand der BDA-Liste: 2025-06-30 Name: Bildstock Türkenkreuz GstNr.: 3437/2 Türkenkreuz Poysbrunn |
| ja   | Datei hochladen | Bildstock Steinbergkreuz HERIS-ID: 86266 Objekt-ID: 100552                                                                                   | beim Golfplatz Standort KG: Poysdorf                          | Das Steinbergkreuz (auch: Schöllerlkreuz), ist ein gemauerter Bildstock mit achteckigem Grundriss nördlich von Poysdorf. In seiner nach Süden geöffneten Bildnische befindet sich die Replik eines wertvollen Kreuzes, das im Weinstadt-Museum in Poysdorf ausgestellt ist. | BDA-Hist.: Q37715026 Status: § 2a Stand der BDA-Liste: 2025-06-30 Name: Bildstock Steinbergkreuz GstNr.: 3964 |
| ja   | Datei hochladen | Altes Museum, vormals Schule HERIS-ID: 26844 Objekt-ID: 23346                                                                                | Berggasse 3 Standort KG: Poysdorf                             | Das Gebäude wurde laut Inschrift 1788 erbaut und bis 1903 als Schule genutzt. Von 1958 bis 1976 wurde es als Heimatmuseum verwendet. | BDA-Hist.: Q37904902 Status: § 2a Stand der BDA-Liste: 2025-06-30 Name: Altes Museum, vormals Schule GstNr.: 6 |
| ja   | Datei hochladen | Stadtmuseum, ehem. Bürgerspital mit Barbarakapelle und Ummauerung HERIS-ID: 26839 Objekt-ID: 23341                                           | Brünner Straße 9 Standort KG: Poysdorf                        | Das Bürgerspital, in dem seit 1978 das Stadtmuseum untergebracht ist, wurde urkundlich 1657 gegründet. Die Barbarakapelle wurde 1663 angebaut. 1864 wurde das Gebäude um ein Geschoß erhöht. | BDA-Hist.: Q1299473 Status: § 2a Stand der BDA-Liste: 2025-06-30 Name: Stadtmuseum, ehem. Bürgerspital mit Barbarakapelle und Ummauerung GstNr.: 101 Bürgerspital und Barbarakapelle Poysdorf |
| ja   | Datei hochladen | Ölbergkapelle HERIS-ID: 26836 Objekt-ID: 23337                                                                                               | bei Brünner Straße 9 Standort KG: Poysdorf                    | Die Ölbergkapelle beim ehemaligen Bürgerspital ist ein kleiner, tonnengewölbter Bau mit dreieckigem und geschwungenem Giebel auf Eckpilastern, barockem Türgitter und barocker Ölberggruppe. Sie wurde Mitte des 18. Jahrhunderts erbaut. | BDA-Hist.: Q37904765 Status: § 2a Stand der BDA-Liste: 2025-06-30 Name: Ölbergkapelle GstNr.: 101 Ölbergkapelle Poysdorf |
| ja   | Datei hochladen | Eisenhuthaus mit Wirtschaftsgebäude HERIS-ID: 26845 Objekt-ID: 23347                                                                         | Brunngasse 13 Standort KG: Poysdorf                           | Das Eisenhuthaus könnte das älteste erhaltene Gebäude Poysdorfs sein. In seiner heutigen Form stammt es aus dem 16. Jahrhundert. Der niedrige Turm über der Einfahrt bildet einen Winkel mit dem außen liegenden Stiegenhaus und dem ehemaligen Fleischerladen. Im Inneren liegt ein Arkadenhof. Seit Jänner 2010 wird das Gebäude von Wolfgang Rieder unter fachlicher Begleitung des Bundesdenkmalamtes renoviert. Der älteste Raum, der sogenannte „Eiskeller“ weist darauf hin, dass es bereits im 13. Jahrhundert Wohnräume ca. zwei Meter unter dem heutigen Niveau gegeben haben könnte (Stand: September 2011). | BDA-Hist.: Q1313002 Status: Bescheid Stand der BDA-Liste: 2025-06-30 Name: Eisenhuthaus mit Wirtschaftgebäude GstNr.: 707 Poysdorf (Eisenhuthaus) |
| ja   | Datei hochladen | Wohnhaus mit Kapellenraum HERIS-ID: 86273 Objekt-ID: 100559                                                                                  | Brunngasse 16 Standort KG: Poysdorf                           | Laut Inschrift wurde das Biedermeier-Haus 1850 durch Joseph Schukerth erbaut. Der zweigeschoßige, traufständige Bau verfügt über einen seichten Mittelrisalit und eine Blendarkadur. | BDA-Hist.: Q37715079 Status: § 2a Stand der BDA-Liste: 2025-06-30 Name: Wohnhaus mit Kapellenraum GstNr.: 718 |
| ja   | Datei hochladen | Figurenbildstock Schutzengel HERIS-ID: 26842 Objekt-ID: 23344                                                                                | bei Brunngasse 120 Standort KG: Poysdorf                      | Der Bildstock stellt einen Schutzengel mit Kind dar und ist mit 1769 bezeichnet. Er wurde 1960 restauriert. | BDA-Hist.: Q37904867 Status: § 2a Stand der BDA-Liste: 2025-06-30 Name: Figurenbildstock Schutzengel GstNr.: 3892/3 |
| ja   | Datei hochladen | Pest-/Dreifaltigkeitssäule HERIS-ID: 26837 Objekt-ID: 23339                                                                                  | vor Dreifaltigkeitsplatz 6 Standort KG: Poysdorf              | Auf dem Postament befinden sich Inschriften: Man hat gleich angerufen die heilige PestPatrone Das Gott Vor Pestilenz Markhtpoysdorf Möcht Verschonen Und Weill Mariae Sich Ins Mittel Hat geleget Hat Ihre Vorbitt Auch Bei Gott So Vill Vermoget Das Ehr nun Wundre Dich, Halts Contumaz Orth Rein Drum Will Mit Dieser Saul Die Gemeinde Dankbar Seyn. Das Denkmal verfügt über ein reiches Reliefdekor. | BDA-Hist.: Q1257761 Status: § 2a Stand der BDA-Liste: 2025-06-30 Name: Pest-/Dreifaltigkeitssäule GstNr.: 3908/1 Pestsäule (Poysdorf) |
| ja   | Datei hochladen | Bildstock/Blaues Kreuz HERIS-ID: 85031 Objekt-ID: 99208                                                                                      | Ecke Goethestraße / Brunngasse Standort KG: Poysdorf          | Das sogenannte Blaue Kreuz an der Goethestraße ist ein gemauerter, blau gefärbter Pfeilerbildstock mit Tabernakelaufsatz und bekrönendem Doppelbalkenkreuz. In der Nische im Aufsatz ist ein Bild der Maria mit Kind zu sehen. Der Bildstock wurde um 1700 als Sühnekreuz erbaut, später bei Bauarbeiten beschädigt und 1967 am heutigen Standort wiedererrichtet. | BDA-Hist.: Q38184456 Status: § 2a Stand der BDA-Liste: 2025-06-30 Name: Bildstock/Blaues Kreuz GstNr.: 976/24 |
| ja   | Datei hochladen | Persönlichkeitsdenkmal Kaiser Joseph II. sog., Josephsdenkmal HERIS-ID: 26829 Objekt-ID: 23330                                               | vor Josefsplatz 1 Standort KG: Poysdorf                       | Die Gusseisenfigur stammt aus dem Jahr 1880. | BDA-Hist.: Q37904685 Status: § 2a Stand der BDA-Liste: 2025-06-30 Name: Persönlichkeitsdenkmal Kaiser Joseph II. sog., Josephsdenkmal GstNr.: 3892/1 Emperor Joseph II. monument, Poysdorf |
| ja   | Datei hochladen | Rathaus/Gemeindeamt HERIS-ID: 86279 Objekt-ID: 100565                                                                                        | Josefsplatz 1 Standort KG: Poysdorf                           | Das Rathaus von Poysdorf, das zunächst Sitz der Bezirkshauptmannschaft war, wurde 1852 fertiggestellt. | BDA-Hist.: Q37715139 Status: § 2a Stand der BDA-Liste: 2025-06-30 Name: Rathaus/Gemeindeamt GstNr.: 714 |
| ja   | Datei hochladen | Pfarrhof HERIS-ID: 26840 Objekt-ID: 23342 | Josefsplatz 10 Standort KG: Poysdorf                          | Der barocke Pfarrhof aus dem 17. Jahrhundert wurde im 18., 19. und 20. Jahrhundert verändert. | BDA-Hist.: Q1643199 Status: § 2a Stand der BDA-Liste: 2025-06-30 Name: Pfarrhof GstNr.: 23 |
| ja   | Datei hochladen | Ehem. Mesnerhaus HERIS-ID: 26830 Objekt-ID: 23331                                                                                            | Kirchengasse 5 Standort KG: Poysdorf                          | Das ehemalige Mesnerhaus – ein westlich des Kirchenportals auf die Kirchhofmauer aufgesetzter, zweigeschoßiger, traufständiger Bau mit Putzgliederung – wurde Ende des 18./Anfang des 19. Jahrhunderts errichtet. | BDA-Hist.: Q37904703 Status: § 2a Stand der BDA-Liste: 2025-06-30 Name: Ehem. Mesnerhaus GstNr.: 2 |
| ja   | Datei hochladen | Kath. Pfarrkirche hl. Johannes der Täufer mit ehem. Friedhof, Treppenaufgang und Befestigung HERIS-ID: 26841 Objekt-ID: 23343                | Kirchengasse 5a Standort KG: Poysdorf                         | Die frühbarocke Kirche wurde von 1629 bis 1635 erbaut. Die Befestigung von 1677 wurde von 1814 bis 1825 großteils abgetragen. 1864 wurde der Turm neu errichtet. Die spätbarocke Ausstattung der Kirche aus dem dritten Viertel des 18. Jahrhunderts wurde 1924 teilweise verändert. | BDA-Hist.: Q2082894 Status: § 2a Stand der BDA-Liste: 2025-06-30 Name: Kath. Pfarrkirche hl. Johannes der Täufer mit ehem. Friedhof, Treppenaufgang und Befestigung GstNr.: 1 Church Poysdorf |
| ja   | Datei hochladen | Voglsangmühle HERIS-ID: 26846 Objekt-ID: 23348                                                                                               | Laaer Straße 100 Standort KG: Poysdorf                        | Die Mühle, die noch in der Nachkriegszeit in Betrieb war, stammt im Kern aus dem Jahr 1589. | BDA-Hist.: Q2530068 Status: Bescheid Stand der BDA-Liste: 2025-06-30 Name: Voglsangmühle GstNr.: 951 Vogelsangmühle (Poysdorf) |
| ja   | Datei hochladen | Ur- und frühgeschichtliches Siedlungsareal samt Bestattungszonen und germanischem Wirtschaftsbereich Obern Lüss I HERIS-ID: 60010seit 2021   | Laaer Straße 145 Standort KG: Poysdorf                        | Archäologische Stätte Anmerkung: großflächiges Areal, Koordinaten an einer Grundstücksgrenze, Abgrenzung zu Lüss II unklar. | BDA-Hist.: Q107546043 Status: § 57-Mandatsbescheid Stand der BDA-Liste: 2025-06-30 Name: Ur- und frühgeschichtliches Siedlungsareal samt Bestattungszonen und germanischem Wirtschaftsbereich Obern Lüss I GstNr.: 3688/1, 3693/1, 3667, 3668, 3673, 3674, 3675, 3676, 3685/1, 3679, 3680, 3686/1, 3678, 3669, 3670, 3687/1 |
| ja   | Datei hochladen | Ur- und frühgeschichtliches Siedlungsareal samt Bestattungszonen und germanischem Wirtschaftsbereich Obern Lüss II HERIS-ID: 205528seit 2022 | bei Laaer Straße 145 Standort KG: Poysdorf                    | Archäologische Stätte Anmerkung: großflächiges Areal, Koordinaten an einer Grundstücksgrenze, Abgrenzung zu Lüss I unklar. | BDA-Hist.: Q112895074 Status: Bescheid Stand der BDA-Liste: 2025-06-30 Name: Ur- und frühgeschichtliches Siedlungsareal samt Bestattungszonen und germanischem Wirtschaftsbereich Obern Lüss II GstNr.: 3657, 3658, 3659/1, 3660/2, 3661, 3662, 3663, 3664, 3665, 3677/1, 3677/2, 3683/1, 3683/2, 3684, 3930/3, 3737/1      |
| ja   | Datei hochladen | Theater, Reichensteinhof, ehem. Hotel Essl HERIS-ID: 26828 Objekt-ID: 23328                                                                  | Liechtensteinstraße 1 Standort KG: Poysdorf                   | Das späthistoristische Gebäude wurde 1897 als Einkehrgasthof errichtet. Die drei Mittelachsen des dreigeschoßigen Hauses mit Mittelattika sind durch Riesenpilaster und die drei großen, über zwei Etagen reichenden Fenster des dahinterliegenden Saales gegliedert. | BDA-Hist.: Q37904666 Status: § 2a Stand der BDA-Liste: 2025-06-30 Name: Theater, Reichensteinhof, ehem. Hotel Essl GstNr.: 256 |
| ja   | Datei hochladen | Schüttkasten (herrschaftlich) HERIS-ID: 26838 Objekt-ID: 23340                                                                               | Singergasse 31a, neben Standort KG: Poysdorf                  | Der zweigeschoßige Schüttkasten mit Schopfwalmdach und Steingewändefenstern wurde um 1700 errichtet. | BDA-Hist.: Q37904806 Status: Bescheid Stand der BDA-Liste: 2025-06-30 Name: Schüttkasten (herrschaftlich) GstNr.: 3211 Granary Poysdorf |
| ja   | Datei hochladen | Bezirksgericht HERIS-ID: 26832 Objekt-ID: 23333                                                                                              | Wiener Straße 1 Standort KG: Poysdorf                         | Das Bezirksgerichtsgebäude wurde 1897 nach Plänen des Architekten Eugen Sehnal erbaut. | BDA-Hist.: Q37904721 Status: § 2a Stand der BDA-Liste: 2025-06-30 Name: Bezirksgericht GstNr.: 504/1, 504/2 |
| ja   | Datei hochladen | Volks- und Hauptschule HERIS-ID: 26833 Objekt-ID: 23334                                                                                      | Wiener Straße 3-5 Standort KG: Poysdorf                       | Die Schule wurde Ende des 19. Jahrhunderts erbaut. | BDA-Hist.: Q37904739 Status: § 2a Stand der BDA-Liste: 2025-06-30 Name: Volks- und Hauptschule GstNr.: 502/3 |
| ja   | Datei hochladen | Kindergarten HERIS-ID: 26834 Objekt-ID: 23335                                                                                                | Wiener Straße 22 Standort KG: Poysdorf                        | Der Kindergarten wurde 1910 anlässlich des 80. Geburtstags von Kaiser Franz Joseph I. erbaut. | BDA-Hist.: Q37904744 Status: § 2a Stand der BDA-Liste: 2025-06-30 Name: Kindergarten GstNr.: 3571 Kindergarten Poysdorf |
| ja   | Datei hochladen | Figurenbildstock hl. Johannes Nepomuk HERIS-ID: 26820 Objekt-ID: 23320                                                                       | Standort KG: Poysdorf                                         | Die lebensgroße Nepomukstatue am westlichen Ende der Poybachüberdeckung ist eine im Jahr 1982 von Bildhauer Hermann Bauch angefertigte Kopie einer älteren Statue, die laut Inschrift am Sockel 1709 von Franciscus Ernt errichtet und im 20. Jahrhundert durch einen Autounfall zerstört wurde. Die Figur ist mit Kreuz und Palme dargestellt. Das Original stand ursprünglich in der Trautsohngasse. | BDA-Hist.: Q37904611 Status: § 2a Stand der BDA-Liste: 2025-06-30 Name: Figurenbildstock hl. Johannes Nepomuk GstNr.: 4008 |
| ja   | Datei hochladen | Bildstock Heuschreckenmarterl HERIS-ID: 26835 Objekt-ID: 23336                                                                               | Brünner Straße 9, bei Standort KG: Poysdorf                   | Der Bildstock wurde nach einer Heuschreckenplage an der Straße nach Wilhelmsdorf errichtet. Nach mehreren Schäden durch Verkehrsunfälle wurde das Marterl hierher versetzt. | BDA-Hist.: Q37904749 Status: § 2a Stand der BDA-Liste: 2025-06-30 Name: Bildstock Heuschreckenmarterl GstNr.: 3890/1 |
| ja   | Datei hochladen | Pestsäule am Weissen Berg, Wranauer Kreuz HERIS-ID: 26843 Objekt-ID: 23345                                                                   | Standort KG: Poysdorf                                         | Das Wranauer Kreuz ist ein Urlauberkreuz, das zwischen 1679 und 1681 errichtet wurde, nachdem Poysdorf 1679 von der Pest verschont geblieben war. Auf einem gemauerten, etwa 40 Zentimeter hohen Sockel erhebt sich ein gemauerter Bildstock mit einem Tabernakelaufsatz, der über Nischen an allen vier Seiten verfügt. In der südlichen Nische ist ein Gnadenbild von Maria Wranau zu sehen und in der Nische an der Nordseite ein Bildnis der Dreifaltigkeit. Der ziegelgedeckte Pfeiler wird von einem aus einer Steinrose ragenden Eisenkreuz mit Blechcorpus bekrönt.                                             | BDA-Hist.: Q37904887 Status: § 2a Stand der BDA-Liste: 2025-06-30 Name: Pestsäule am Weissen Berg, Wranauer Kreuz GstNr.: 3998/1 |
| ja   | Datei hochladen | Kriegerdenkmal, Kreuzigungsgruppe HERIS-ID: 86280 Objekt-ID: 100566                                                                          | Kirchengasse 5a, bei Standort KG: Poysdorf                    | Das im Jahr 1962 enthüllte, nach einem Entwurf der Wiener Architektin Madeleine Jaspersen errichtete Kriegerdenkmal besteht aus einer sechs Meter breiten, mit Kupferblech gedeckten Steinmauer, einem sechs Meter hohen Steinkreuz und zwei Sandsteinstatuen von Maria und Maria Magdalene, die von dem im Jahre 1898 aufgelassenen Friedhof an ihren heutigen Standort übertragen wurden. An der Mauer sind Granitplatten mit den Namen der mehr als 200 im Zweiten Weltkrieg gefallenen Poysdorfer angebracht. | BDA-Hist.: Q37715155 Status: § 2a Stand der BDA-Liste: 2025-06-30 Name: Kriegerdenkmal, Kreuzigungsgruppe GstNr.: 5 Kriegerdenkmal Poysdorf |
| ja   | Datei hochladen | Einsiedelkapelle HERIS-ID: 86275 Objekt-ID: 100561                                                                                           | Standort KG: Poysdorf                                         | Die in der Böschung eines Hohlweges errichtete Einsiedelkapelle ist ein barocker Ziegelbau mit drei Meter hohem Turm und gemauertem Altar. Nach einem Einbruch in den 1960er-Jahren, bei dem der Opferstock zerstört wurde, hat man die wertvolle Pietà im Inneren aus Sicherheitsgründen entfernt und durch eine Marienstatue ersetzt. | BDA-Hist.: Q37715116 Status: § 2a Stand der BDA-Liste: 2025-06-30 Name: Einsiedelkapelle GstNr.: 3972 Einsiedelkapelle, Poysdorf |
| ja   | Datei hochladen | Stiegenaufgang mit 4 barocken Steinskulpturen HERIS-ID: 94671 Objekt-ID: 109830                                                              | Kirchenstiege 4, bei Standort KG: Poysdorf                    | Am Aufgang zur Pfarrkirche Poysdorf befinden sich auf Wappenpostamenten barocke Steinfiguren der Heiligen Florian, Antonius von Padua, Franz Xaver und Johannes Nepomuk aus der ersten Hälfte des 18. Jahrhunderts – die sogenannten Brückenheiligen. Deren ursprünglicher Standort, von wo sie aufgrund einer Straßenverbreiterung entfernt wurden, war an der Steinernen Brücke beim Rathaus. | BDA-Hist.: Q37764841 Status: § 2a Stand der BDA-Liste: 2025-06-30 Name: Stiegenaufgang mit 4 barocken Steinskulpturen GstNr.: 3890/1 Stairways in Poysdorf |
| ja   | Datei hochladen | Tabernakelbildstock, Singerkreuz HERIS-ID: 252416 marterl.at: 4433seit 2024                                                                  | Singergasse 43, nordöstlich, an der L22 Standort KG: Poysdorf | | BDA-Hist.: Q126122339 Status: Bescheid Stand der BDA-Liste: 2025-06-30 Name: Tabernakelbildstock, Singerkreuz GstNr.: 3986 |
| ja   | Datei hochladen | Figurenbildstock hl. Johannes Nepomuk HERIS-ID: 26852 Objekt-ID: 23355                                                                       | gegenüber Großkruter Straße 7 Standort KG: Walterskirchen     | Die Gusseisenfigur des Johannes Nepomuk an der Brücke über den Poysbach wurde im 19. Jahrhundert geschaffen. | BDA-Hist.: Q37905001 Status: § 2a Stand der BDA-Liste: 2025-06-30 Name: Figurenbildstock hl. Johannes Nepomuk GstNr.: 1762/2 Nepomuk in Walterskirchen (Gemeinde Poysdorf) |
| ja   | Datei hochladen | Schloss Walterskirchen HERIS-ID: 35250 Objekt-ID: 33920                                                                                      | Großkruter Straße 9 Standort KG: Walterskirchen               | Das barocke Schloss wurde 1683 unter Einbeziehung eines mittelalterlichen Vorgängerbaus errichtet. Im 18. und 19. Jahrhundert war es kleinen baulichen Veränderungen unterworfen. | BDA-Hist.: Q2243958 Status: Bescheid Stand der BDA-Liste: 2025-06-30 Name: Schloss Walterskirchen GstNr.: 144, 145 Schloss Walterskirchen |
| ja   | Datei hochladen | Pfarrhof HERIS-ID: 50787 Objekt-ID: 56139 | Hauptplatz 2 Standort KG: Walterskirchen                      | Der östlich der Kirche gelegene Pfarrhof, ein langgestreckter Bau mit schlichter Front, stammt im Kern vermutlich aus dem 17. Jahrhundert. | BDA-Hist.: Q38042156 Status: § 2a Stand der BDA-Liste: 2025-06-30 Name: Pfarrhof GstNr.: 14 Pfarrhof Walterskirchen, Gemeinde Poysdorf |
| ja   | Datei hochladen | Kath. Pfarrkirche Mariä Verkündigung und Friedhof HERIS-ID: 26847 Objekt-ID: 23349                                                           | Hauptplatz 2a Standort KG: Walterskirchen                     | Die gotische Staffelkirche ist im Kern romanisch. Sie wurde in der zweiten Hälfte des 18. Jahrhunderts verändert. Zur Einrichtung gehören ein barocker Hochaltar und ein barocker Altar. Der Friedhof ist von einer barocken Mauer umgeben. | BDA-Hist.: Q1606466 Status: § 2a Stand der BDA-Liste: 2025-06-30 Name: Kath. Pfarrkirche Mariä Verkündigung und Friedhof GstNr.: 1/1, 2 Pfarrkirche Walterskirchen |
| ja   | Datei hochladen | Kriegergedächtniskapelle, ehem. Friedhofskapelle HERIS-ID: 26850 Objekt-ID: 23353                                                            | Hauptplatz 2a Standort KG: Walterskirchen                     | Die frühere Friedhofs- und heutige Kriegergedächtniskapelle südlich der Kirche ist ein spätbarockes Bauwerk mit Walmdach und Pilastergliederung. Innen befindet sich ein Tonnengewölbe mit Stuckrahmen. | BDA-Hist.: Q37904983 Status: § 2a Stand der BDA-Liste: 2025-06-30 Name: Kriegergedächniskapelle, ehem. Friedhofskapelle GstNr.: 1/1 Kriegerkapelle Walterskirchen (Poysdorf) |
| ja   | Datei hochladen | Kruzifix/Kreuz HERIS-ID: 85026 Objekt-ID: 99203                                                                                              | vor Poststraße 2 Standort KG: Walterskirchen                  | Laut Inschrift wurde das Kruzifix 1895 errichtet. | BDA-Hist.: Q38184424 Status: § 2a Stand der BDA-Liste: 2025-06-30 Name: Kruzifix/Kreuz GstNr.: 1742/1 Kruzifix Walterskirchen, Gemeinde Poysdorf |
| ja   | Datei hochladen | Figurenbildstock hl. Florian HERIS-ID: 26853 Objekt-ID: 23356                                                                                | Großkruter Straße 9, bei Standort KG: Walterskirchen          | Die barocke Figur des Heiligen Florien steht vor dem Schloss Walterskirchen. Sie stammt aus der ersten Hälfte des 18. Jahrhunderts. | BDA-Hist.: Q37905016 Status: § 2a Stand der BDA-Liste: 2025-06-30 Name: Figurenbildstock hl. Florian GstNr.: 1761 Florian in Walterskirchen (Gemeinde Poysdorf) |
| ja   | Datei hochladen | Bildstock HERIS-ID: 86315 Objekt-ID: 100605                                                                                                  | Standort KG: Walterskirchen                                   | Laut Inschrift wurde hier ein Jäger am 9. Juli 1809 von Franzosen erschossen. | BDA-Hist.: Q37715341 Status: § 2a Stand der BDA-Liste: 2025-06-30 Name: Bildstock GstNr.: 391/1 Bildstock Kellergasse, Walterskirchen (Poysdorf) |
| ja   | Datei hochladen | Pest-/Dreifaltigkeitssäule, Gnadenstuhl HERIS-ID: 26856 Objekt-ID: 23359                                                                     | gegenüber Parkstraße 60 Standort KG: Wetzelsdorf              | Die weinumrankte Säule mit steinerner Figurengruppe und Reliefs der Heiligen Johannes Nepomuk, Sebastian und Florian am Sockel wurde Ende des 18. Jahrhunderts an Stelle der ehemaligen Mariahilf-Kapelle errichtet. | BDA-Hist.: Q37905043 Status: § 2a Stand der BDA-Liste: 2025-06-30 Name: Pest-/Dreifaltigkeitssäule, Gnadenstuhl GstNr.: 3744/1 Gnadenstuhl Wetzelsdorf (Poysdorf) |
| ja   | Datei hochladen | Bildstock HERIS-ID: 85029 Objekt-ID: 99206                                                                                                   | bei Rennweg 2 Standort KG: Wetzelsdorf                        | Der Nischenbildstock in der Kellergasse stammt aus dem 18./19. Jahrhundert. | BDA-Hist.: Q38184446 Status: § 2a Stand der BDA-Liste: 2025-06-30 Name: Bildstock GstNr.: 3744/34 Bildstock Wetzelsdorf Mitte (Poysdorf) |
| ja   | Datei hochladen | Kath. Pfarrkirche Mariae Namen und Friedhof HERIS-ID: 26854 Objekt-ID: 23357                                                                 | Schulgasse 8a Standort KG: Wetzelsdorf                        | Die Kirche wurde von 1784 bis 1790 erbaut. Sie besitzt eine Einrichtung aus der Bauzeit, darunter einen klassizistischen Hochaltar. Der Friedhof befindet sich südlich der Kirche. | BDA-Hist.: Q1299920 Status: § 2a Stand der BDA-Liste: 2025-06-30 Name: Kath. Pfarrkirche Mariae Namen und Friedhof GstNr.: 1 Church Wetzelsdorf (Poysdorf) |
| ja   | Datei hochladen | Bildstock HERIS-ID: 85027 Objekt-ID: 99204                                                                                                   | Standort KG: Wetzelsdorf                                      | Der spätgotische Tabernakelpfeiler am nördlichen Ortsausgang stammt aus dem 16. Jahrhundert. Ein abgefaster Pfeiler auf Sockel trägt einen übergiebelten Tabernakelaufsatz mit Sterngewölbe und Kreuzdach mit Steinkreuz. | BDA-Hist.: Q38184438 Status: § 2a Stand der BDA-Liste: 2025-06-30 Name: Bildstock GstNr.: 664/2 |
| ja   | Datei hochladen | Wallfahrtskirche Maria Bründl HERIS-ID: 26857 Objekt-ID: 23360                                                                               | Bründlstraße 20 Standort KG: Wilhelmsdorf                     | Von 1655 bis 1657 wurde eine Kapelle anstelle eines aus dem Jahr 1637 stammenden Holzkreuzes bei einer Heilquelle errichtet. Die an den Kapellenbau anschließende spätbarocke Kirche wurde von 1740 bis 1751 nach Plänen des Architekten Donato Felice d’Allio erbaut. Der Hochaltar aus dem Jahr 1767 ist ein Werk von Johann Michael Reif. Das Altarblatt am linken Seitenaltar (1770) stammt von Matthias Hertzinger, das Altarblatt am rechten Seitenaltar (1866) von Georg Kugler. Die Rokoko-Kanzel wurde 1754 von Philipp Schönauer geschaffen.                                                                  | BDA-Hist.: Q1347974 Status: § 2a Stand der BDA-Liste: 2025-06-30 Name: Wallfahrtskirche Maria Bründl GstNr.: 1136 |
| ja   | Datei hochladen | Bildstock HERIS-ID: 85032 Objekt-ID: 99209                                                                                                   | Folda 6, in der Nähe Standort KG: Wilhelmsdorf                | Der Bildstock erinnert an einen Friedhof, der sich hier befand. | BDA-Hist.: Q38184466 Status: § 2a Stand der BDA-Liste: 2025-06-30 Name: Bildstock GstNr.: 189/1 |
| ja   | Datei hochladen | Figurenbildstock hl. Johannes Nepomuk HERIS-ID: 26858 Objekt-ID: 23361                                                                       | gegenüber Wilhelmsdorfer Straße 8 Standort KG: Wilhelmsdorf   | Die Figur des Heiligen Johannes Nepomuk an der Brücke nahe der östlichen Ortsgrenze stammt aus der ersten Hälfte des 18. Jahrhunderts. | BDA-Hist.: Q37905089 Status: § 2a Stand der BDA-Liste: 2025-06-30 Name: Figurenbildstock hl. Johannes Nepomuk GstNr.: 1216/1 |